# Friesea boitata
Friesea boitata is een springstaartensoort uit de familie van de Neanuridae. De wetenschappelijke naam van de soort is voor het eerst geldig gepubliceerd in 2014 door Gabriel Costa Queiroz en Maria Cleide de Mendonça.
De soort werd in de periode 2001/2002 ontdekt in de bergachtige streken van Zuidoost-Brazilië op meer dan 2.000 m hoogte. De typelocatie is het Nationaal park Itatiaia in de staat Rio de Janeiro.
De naam boitata verwijst naar een legende uit de Braziliaanse folklore, genaamd "Boitatá" of "Mboitata". De legende gaat over een grote slang van vuur die het woud beschermt. Iedereen die haar ziet wordt blind of sterft. Het is een variante op het dwaallicht of ignis fatuus dat ontstaat door de spontane verbranding van gas afkomstig van ontbindende organische materie.